# Chrysophyllum gonocarpum
Chrysophyllum gonocarpum är en tvåhjärtbladig växtart som först beskrevs av Carl Friedrich Philipp von Martius, August Wilhelm Eichler och Friedrich Anton Wilhelm Miquel, och fick sitt nu gällande namn av Adolf Engler. Chrysophyllum gonocarpum ingår i släktet Chrysophyllum och familjen Sapotaceae. Inga underarter finns listade i Catalogue of Life.